# Propagandă
Propaganda este o formă de comunicare utilizată în principal pentru a influența sau convinge un public în vederea promovării unei agende, care poate fi subiectivă și poate prezenta selectiv faptele pentru a încuraja o anumită percepție sau interpretare. Aceasta poate folosi un limbaj încărcat emoțional pentru a genera o reacție afectivă, mai degrabă decât una rațională, față de informațiile prezentate. Începând cu secolul XX, termenul „propagandă” a căpătat o conotație negativă, fiind asociat cu tehnici manipulatoare. Istoric însă, el avea un sens neutru, desemnând orice material care promova anumite opinii sau ideologii.
Pentru transmiterea mesajelor propagandiste sunt utilizate diverse materiale și mijloace media, precum poze, caricaturi, postere, broșuri, filme, emisiuni radio și TV, site-uri web. În era digitală, au apărut noi metode de răspândire a propagandei, precum boți și algoritmi care sunt folosiți pentru a manipula opinia publică, de exemplu, prin crearea și distribuirea de știri false sau părtinitoare pe rețelele sociale ori prin utilizarea chatbot-urilor care imită oameni reali în discuții online.

## Istorie
Forme primitive de propagandă au existat încă din cele mai vechi timpuri, conform dovezilor istorice. Inscripția de la Behistun (c. 515 î.Hr.), care descrie ascensiunea lui Darius I la tronul Persiei, este considerată de majoritatea istoricilor un exemplu timpuriu de propagandă.
Un exemplu remarcabil este reprezentat de ultimele războaie civile romane (44–30 î.Hr.), când Octavianus Augustus și Marcus Antonius s-au acuzat reciproc de origini umile, cruzime, lașitate, incompetență oratorică și literară, desfrâu, lux sau beție. Această defăimare a fost exprimată prin vituperatio (un gen retoric roman al invectivei) și a influențat semnificativ opinia publică romană. Un alt exemplu timpuriu de propagandă este asociat cu Ginghis Han, care trimitea emisari înaintea armatei sale pentru a răspândi zvonuri menite să demoralizeze inamicii. De multe ori, armata sa era mai mică decât cea a adversarilor.
Împăratul romano-german Maximilian I a fost primul conducător care a folosit presa tipărită pentru propagandă, pentru a-și consolida imaginea, a trezi sentimente patriotice în imperiul său și a influența populația inamicilor. El a fost pionier în utilizarea rapoartelor de luptă unilaterale. În timpul Reformei, răspândirea tiparului în Europa, în special în Germania, a permis circulația rapidă a noilor idei și doctrine într-un mod fără precedent până în secolul al XVI-lea. În perioada Revoluției Americane, coloniile americane dispuneau de o rețea de ziare și tipografi dedicată cauzelor.

## Definiții
Există numeroarse definiții ale propagandei.
În Doctrina pentru operații psihologice a forțelor armate ale SUA din 2003 se poate găsi una din puținele definiții "oficiale" ale propagandei, înscrisă într-un document doctrinar militar: Orice formă de comunicare în sprijinul unor obiective naționale în scopul influențării opiniilor, emoțiilor, atitudinilor sau comportamentelor oricărui grup de oameni în beneficiul direct sau indirect al sponsorului acestei comunicări.
Tot aici, propaganda este clasificată în Propagandă neagră, în care se lasă să se înțeleagă că informația ar emana de la altă sursă decât cea reală; Propagandă gri, în care nu este identificată sursa și Propagandă albă, în care sursa sau sponsorul este cunoscut publicului.
Istoricul militar, Călin Hentea propune o altă definiție:
Propaganda constă în acțiuni de comunicare persuasivă planificate, susținute de un sponsor, având drept scop final influențarea și chiar modificarea atitudinilor și comportamentelor unei audiențe țintă selectate, pentru satisfacerea unor interese politice ale sponsorului, folosind informații și argumente false, parțial adevărate, denaturate și exclusive, alături de cele adevărate și însoțite de diverse forme de constrângere și cenzură.
Propaganda reprezintă o propagare sistematică a unei doctrine, ideologii sau idei, care reprezintă o valoare pentru vorbitor (un exemplu poate fi și propaganda electorală). Cuvântul-cheie al definiției este „sistematic”. Simpla expunere a unei ideologii sau doctrine nu reprezintă propagandă. Pentru a deveni propagandă, ideologia și doctrina trebuie să fie răspândite printr-un sistem de comunicare, printr-o serie de evenimente organizate pe o perioadă lungă de timp, cu scopul de a face ca auditoriul să adopte un nou fel de a gândi.
În lucrarea sa, Aphorismes du temps présent, 1913, Gustave Le Bon spunea că: Este mult mai ușor să sugestionezi o colectivitate, decât un individ. Credința în puterea sa și lipsa de răspundere, îi dau gloatei o intoleranță și un orgoliu excesive.
Înaintea sa, în lucrarea 'De la Démocratie en Amérique, 1835, Alexis de Tocqueville opina că: În general, concepțiile simple pun stăpânire pe spiritul poporului. O idee falsă, dar exprimată clar și precis, va avea întotdeauna o putere mai mare în lume decât o idee adevărată, dar complexă. Prin urmare, partidele - care sunt un fel de mici națiuni în sânul uneia mari - se grăbesc mereu să adopte ca simbol un nume sau un principiu, care adesea reprezintă foarte imperfect scopul pe care și-l propun și mijloacele pe care le folosesc, dar fără de care nu ar putea nici să subziste, nici să acționeze.
Pentru ca propaganda să aibă eficiență, ea trebuie să fie:
- Continuă (fără a-i acorda subiectului „pauze de trezire”)
- Simfonică (transmisă pe toate canalele de comunicare aflate la dispoziția propagandistului)
- Pe termen lung
- Partizană (prezintă un singur punct de vedere, niciodată două puncte de vedere aflate în competiție sau dispută)
- Afirmativă, dar nu și documentată (propagandistul afirmă răspicat ceva, dar nu indică niciodată sursa din care știe acel ceva).

### Propaganda și eufemismele substituente
În țările vestice, liberale, cuvântul „propagandă” a fost înlocuit cu eufemisme precum „operațiuni speciale”, „informare publică”, „operațiuni psihologice” și "relații publice", după Al Doilea Război Mondial pentru a se distinge propaganda vestică de ce nazistă și comunistă, iar termenul propagndă a primit conotație negativă. La nivelul simțului comun, mulți echivalează propaganda cu minciuna, cu distorsiunea informației, dezinformarea, manipularea, înșelătoria, pălăvrăgeala, spălarea creierului, controlul minții, război psihologic, fake news, etc.
Dihotomia între noțiunea de "Propagandă", "Relații publice" și alte eufemisme este controversată și poate să fie structurată în diverse feluri, în funcție de interese politice și geopolitice, deși, fundamental ele două sunt la fel, deoarece transmit infomații care pun un lucru în lumină bună și/sau altul în lumină rea. În contextul geopolic modern se conturează două tabere, fiecare cu, concepția sa:
- Lumea occidentală, liberală, de unde a și pornit noțiunea de "relații publice" le pune pe cele două în opoziție, considerând că, relațiile publice "informează", în timp ce propaganda "dezinformează"  și "manipulează", bazându-se pe o binaritate epistemolgică strictă între adevăr și neadevăr și bine și rău provenită din doctrina creștină (Dumnezeu în opoziție cu diavolul). Astfel oponenții politici și geopolitici sunt numiți propagandiști, adesea unei puteri străine, pentru a fi denigrați.
- Rivalii geopolitici ai occidentului, precum Rusia, China și alte țări din Sudul global, adepți ai multipolarității, în principal susțin că "Relațiile publice" și alte concepte asemanătoare sunt o invenție a occidentului pentru a-și masca propria propagandă, fiind același lucru. Aceste state urmăresc să contracareze propaganda occidentului, în special a SUA, cu propria lor propagandă și se axează pe demascarea "ipocriziei vestice".

Ambele noțiuni sunt foarte strâns legate de noțiunile de Publicitate, Informare, Manipulare și Cenzură. Din punct de vedere istoric, cenzura a fost pusă în relație cu propaganda, dar în ultima vreme, mai ales după începerea războiului din Golful Persic, instanțele politico-militare ale SUA au aplicat cenzura și în legătură cu "relațiile publice".

## Propaganda militară
Propaganda, împreună cu măsurile militare, economice și/sau politice, reprezintă și o parte componentă a războiului psihologic.
Războiul psihologic constă în folosirea propagandei în așa fel încât să zdrobească rezistența inamicului, să demoralizeze forțele armate a le acestuia și să sprijine moralul forțelor poprii.
Profesorul Paul Linebarger considera că: Propaganda militară constă dintr-o anumită formă de comunicare, planificată din timp, destinată să influențeze spiritul și atitudinea inamicului, a unui grup neutru sau a maselor străine cu atitudini ostile, în interesul unui scop strategic sau tactic bine definit.
Într-un articol apărut în numărul din 3 februarie, 1991, al revistei Guardian Weekly se compară expresiile folosite în presa britanică, în timpul războiului dus în 1991 în Golful Persic. Diferența între referirile la forțele proprii și la cele ale inamicului este elocventă:
| Englezii                                         | Irakienii                                      |
| ------------------------------------------------ | ---------------------------------------------- |
| NOI AVEM                                         | EI AU                                          |
| Forțe de Uscat, Navale și Aeriene                | O mașină de război                             |
| Instrucțiuni privind raportarea                  | Cenzură                                        |
| Conferințe de presă                              | Propagandă                                     |
| NOI                                              | EI                                             |
| Scoatem din luptă                                | Distrug                                        |
| Suprimăm                                         | Distrug                                        |
| Eliminăm                                         | Ucid                                           |
| Neutralizăm                                      | Ucid                                           |
| Decapităm                                        | Ucid                                           |
| Ne îngropăm în teren                             | Se ascund prin locașurile de tragere           |
| NOI LANSĂM                                       | EI LANSEAZĂ                                    |
| Prima lovitură                                   | Atacuri prin surprindere cu rachete            |
| Lovituri preventive                              | Atacuri fără a fi provocați                    |
| OAMENII NOȘTRI SUNT                              | OAMENII LOR SUNT                               |
| Băieți                                           | Soldați                                        |
| Flăcăi                                           | Hoarde                                         |
| BĂIEȚII NOȘTRI SUNT                              | AI LOR SUNT                                    |
| Profesioniști                                    | Cu creierele spălate                           |
| Inimi de leu                                     | Tigri de hârtie                                |
| Precauți                                         | Lași                                           |
| Încrezători                                      | Disperați                                      |
| Eroi                                             | Prinși la strâmtoare                           |
| Neînfricați                                      | Carne de tun                                   |
| Cavaleri ai cerurilor                            | Bastarzii din Bagdad                           |
| Loiali                                           | Ascultă orbește ordinele                       |
| „Desert rats”                                    | Câini turbați                                  |
| Hotărâți                                         | Nemiloși                                       |
| Curajoși                                         | Fanatici                                       |
| BĂIEȚII NOȘTRI SUNT MOTIVAȚI DE                  | AI LOR SUNT MOTIVAȚI DE                        |
| Un tradițional simț al datoriei                  | Teama de Saddam                                |
| BĂIEȚII NOȘTRI                                   | BĂIEȚII LOR                                    |
| Se aruncă în vâltoarea luptei                    | Se ascund în buncăre de beton                  |
| NAVELE NOASTRE SUNT                              | NAVELE LOR SUNT                                |
| O Armada                                         | Forțe navale                                   |
| ABȚINEREA ISRAELULUI DE LA REPRESALII REPREZINTĂ | ABȚINEREA IRAKULUI DE LA REPRESALII REPREZINTĂ |
| Un act de mare abilitate politică                | Neputință / Lașitate                           |
| RACHETELE NOASTRE PRICINUIESC                    | RACHETELE LOR PRICINUIESC                      |
| Pierderi colaterale                              | Victime civile                                 |
| NOI                                              | EI                                             |
| Bombardăm cu precizie                            | Trag cu sălbăticie în tot ce mișcă pe cer      |
| PRIZONIERII NOȘTRI DE RĂZBOI SUNT                | PRIZONIERII LOR DE RĂZBOI SUNT                 |
| Băieți viteji                                    | Ca niște copii mari                            |
| GEORGE BUSH ESTE                                 | SADDAM HUSSEIN ESTE                            |
| Împăcat cu sine însuși                           | Dement                                         |
| Neclintit                                        | Sfidător                                       |
| Un mare om de stat                               | Un tiran nefast                                |
| Încrezător                                       | Un monstru ieșit din minți                     |
| AVIOANELE NOASTRE                                | AVIOANELE LOR                                  |
| Suferă un grad înalt de uzură                    | Sunt doborâte                                  |
| Nu se întorc din misiune                         | Sunt distruse                                  |

Cu ocazia acestui război, Pentagonul a publicat o cărticică de vreo 50 de pagini, în care explică pe larg ce trebuie și ce nu trebuie să scrie sau să facă ziaristul american în Irak. Potrivit acestui „ghid de presă” al Pentagonului, sunt „interzise cu desăvârșire” orice referiri la pierderile militare ale Coaliției, ori la victimele din rândul populației civile. Guvernul britanic, cel mai fidel aliat al Statelor Unite, a încercat să impună presei britanice aceeași abordare partizană pe care Pentagonul se străduia să o promoveze în mass-media americană. S-a avansat teoria că nu este „patriotic” să relatezi evenimente care ar putea „da apă la moară” inamicului. Ziaristul Robert Fisk, de la cotidianul „Independent”, a fost criticat de Geoff Hoon, ministrul britanic al Apărării, că „a făcut jocul lui Saddam”, doar pentru că a dezvăluit că două bombardamente americane au lovit piețe din Irak, omorând zeci de civili, în timp ce propaganda de război americană le atribuia forțelor irakiene.

### Propaganda militară în România
În Primul Război Mondial, în perioada retragerii guvernului și Casei regale române în Moldova, la 15 noiembrie 1916 a fost constituit la Iași, cu sprijin francez, „Serviciul Foto-Cinematografic al Armatei”. Conform instrucțiunilor Marelui Cartier General din 2 ianuarie 1917, acesta avea rolul „de a forma documentele istorico-politice ale armatei și totodată de a furniza elementele de propagandă prin fotografie și cinematograf, procurând fotografii și filme din faptele importante de arme, pentru răspândirea lor în lumea întreagă”.

Marcă poștală de propagandă emisă în 1941

La 20 iunie 1941, cu două zile înaintea intrării României în al Doilea Război Mondial, prin participarea militară la atacarea URSS alături de Germania, întreg personalul Oficiului Național Cinematografic și al CIRO-FILM a fost încadrat în ordinea de bătaie a Secției Propagandă a Marelui Stat Major, pentru a servi momentului istoric. Totodată, în cadrul aceleiași Secții de Propagandă militară a fost înființat Biroul Cinema. Începând din 1941 toate filmările și filmele sau jurnalele de actualități au fost subordonate obiectivelor propagandistice ale statului intrat într-un război vital pentru interesele sale supreme. În armata română, scopurile propagandistice propuse urmau să se realizeze prin: organizarea unor ședințe educative, serbări ostășești, editarea unor broșuri educative, activitatea misionarilor propagandiști, echipele teatrale, caravanele cinematografice, radioul, presa militară, afișarea unor mesaje propagandistice.
După căderea lui Mussolini, una dintre liniile de forță ale propagandei Berlinului față de principalul său aliat din Europa a fost aceea că „nu România luptă pentru interesele lui Hitler, ci Germania și România luptă în comun pentru viața și viitorul lor", teză ce se cupla perfect cu sloganul „Războiului sfânt împotriva bolșevismului", promovat de Ministerul român al Propagandei, controlat de Mihai Antonescu.

### Propaganda comunistă în România până în 1989
La 28 august 1944 a fost înființată Secția de Propagandă și Agitație a Partidului Comunist Român (PCR), devenită din 1965 Direcția de Propagandă și Cultură, secție a Comitetului Central al PCR care avea misiunea de a difuza „cultura de masă”. Între anii 1948 și 1965 a fost condusă de Leonte Răutu (Lev Oighenstein), iar din 1965, de Ion Iliescu. Din acest an, Secția de Propagandă și Agitație împărțea responsabilitatea muncii de propagandă cu Comitetul de Stat pentru Cultură și Artă (CSCA). Din 1969, în contextul deschiderii către Occident, a fost creată Comisia de Propagandă Externă.

## Genuri de propagandă
Împreună cu mijloacele tradiționale de propagandă, cum ar fi postere, broșuri, pliante, anunțuri la radio sau televiziune  etc., practic toate genurile artelor vizuale pot fi folosite pentru propagandă: cinematografia, teatrul, literatura, poezia, jocurile, precum și alte forme de influență masivă asupra conștiinței publice (internet, camere de chat, rețele sociale etc.).
În orice regim dictatorial, propaganda este mai mult decât un „omagiu” adus conducătorului. Funcția ei socială este bine definită: dacă realitatea nu poate fi schimbată, cel puțin modalitatea de percepere a ei poate fi indusă.

## Adaptarea propagandei
Chiar temeni consacrați în propagandă sunt eliminați, uneori, din cauza schimbării împrejurărilor politice. Astfel, Joseph Goebbels, ideologul nazismului, a renunțat la termenul „arisch” (arian), considerat discutabil și l-a înlocuit cu mai concretul „deutschblütig” (cu sânge german); la fel și „Drittes Reich” (Cel de-al Treilea Reich, unde Reich înseamnă „imperiu” sau „împărăție”) a fost înlocuit cu „großdeutsches Reich” (Marele Imperiu German), deoarece formularea inițială avea o conotație prea religioasă, ea apărând în Biblie (Daniel 2:24-45 NTR) ca „a treia împărăție” (În Biblia ortodoxă apare tradus ca „un al treilea regat“).